# علی قمصری
علی قمصری (زادهٔ ۲۹ شهریور ۱۳۶۲) نوازندهٔ تار و آهنگساز اهل ایران است.

## زندگی‌نامه
علی قمصری موسیقی را با آموزش در هنرستان موسیقی شروع کرد. او دورهٔ راهنمایی و دبیرستان را در هنرستان عالی موسیقی گذراند و در عین حال دیپلم رشتهٔ ریاضی فیزیک را نیز کسب کرد. همزمان با ورود به دانشگاه برای پی‌گیری تحصیلات آکادمیک در رشتهٔ موسیقی، در ۱۸سالگی ارکستری به‌نام «سرمد» تأسیس کرده و در آن به‌عنوان سرپرست، آهنگ‌ساز و نوازنده مشغول به فعالیت شد. قمصری در همین دوره عنوان نخست جشنوارهٔ موسیقی جوان را هم از آن خود کرد.
علی قمصری زمانی شهرت یافت که در ۲۲ سالگی، آلبوم نقش خیال را با خوانندگی همایون شجریان آهنگ‌سازی کرد. او آهنگ‌ساز چند آلبوم این خواننده بوده، از جمله آلبوم نقش خیال (۱۳۸۴) و آب، نان، آواز (۱۳۸۸) و چه آتش‌ها (۱۳۹۲).

## فعالیت‌ها و آثار
قمصری اجراهای متعددی در ایران داشته است. او همچنین در کشورهای فرانسه، مراکش، اسپانیا، سوئیس، کانادا، آلمان، هلند، سوئد، روسیه و ایالات متحده آمریکا برنامه اجرا کرده است.
استاد محمدرضا شجریان و حسین علیزاده او را نابغه جوان موسیقی ایران خطاب کردند. 
علی قمصری در سال ۱۳۹۴ ارکستر موج نو پارسی را بنیان گذاشت. این ارکستر در دو سال پیاپی به روی صحنه تالار وحدت رفت.
قمصری همچنین به پژوهش در زمینهٔ هارمونی در موسیقی سنتی ایرانی می‌پردازد. از فعالیت‌های مرتبط او در این زمینه می‌توان به کتاب «هارمونی موسیقی ایرانی» که در سال ۱۳۹۱ منتشر کرد و برگزاری دوره‌های آموزشی در این‌باره اشاره کرد. همچنین در آثاری که آهنگسازی کرده نیز سبک خاصی از هم‌نوازی او دیده می‌شود، که برای نمونه می‌توان به استفاده از چهار کمانچه در آلبوم سرو روان اشاره کرد.
از فروردین ۱۳۹۷ کنسرت-نمایش شط رنج با آهنگسازی علی قمصری در تالار حافظ (تهران) به مدت ۴۰ شب روی صحنه رفت. احسان افشاری نویسندگی این تئاتر منظوم را برعهده داشت، و سارا رسول‌زاده به عنوان بازیگر در این پروژه حضور داشت. شط رنج پس از تهران، در شیراز و رشت هم به نمایش درآمد، و سپس به دعوت تئاتر ملی سوئد، در سالن موزیکالیکای (استکهلم) به روی صحنه رفت. کنسرت-نمایش زن هزارساله، به قلم احسان افشاری، بازی سارا رسول‌زاده، و آهنگسازی و نوازندگی تار و دیوان علی قمصری، دیگر تئاتر موزیکالی بود که در کارنامهٔ هنری وی قابل توجه است. این کنسرت-نمایش ابتدا در شیراز، و سپس در برلین آلمان و در فستیوال جهانی فمین‌ایست (FeminEast) در سوئد روی صحنه رفت.
در سال ۱۴۰۱، کنسرت نمایش «تار مجنون، موی لیلی» توسط گروه هم‌نوازان «حصار» به سرپرستی علی قمصری در تالار وحدت به روی صحنه رفت. در این برنامه بخشی از پروژهٔ «تار ایرانی» است که طی آن قمصری کنسرت‌هایی در شهرهای مختلف ایران برگزار کرده است. در این پروژه، او نمایش‌های موزیکال را با محوریت موسیقی ایرانی به صحنه می‌برد.
در سال ۱۴۰۲، علی قمصری بعد از یک همکاری مشترک موفق به همراه سهراب پورناظری، کنسرت در هوای بی چگونگی را در کاخ سعدآباد تهران به روی صحنه می‌برد.

در خرداد ماه سال ١۴٠٣ منظومه موسیقیایی «پیروز و پریزاد» به قلم احسان افشاری و با حضور خواننده هایی از جمله بهادر صحت، سهیل رجب و محمد رضازاده روی صحنه تالار وحدت برگزار شد و تا آخر تابستان ادامه داشت و سپس به باقی شهر های ایران رفت و داستان عاشقانه پیروز و پریزاد را روایت کرد. 

در سال ١۴٠۴، پس از حادثه بندر عباس، علی قمصری به همراه سهراب پورناظری در سوگ بندر در دانشگاه تهران مراسم یادبودی برگذار کردند. 

### آلبوم‌ها
| عنوان آلبوم         | نقش                                             | خواننده                                                 | سال انتشار | توضیحات                                                                                            |
| ------------------- | ----------------------------------------------- | ------------------------------------------------------- | ---------- | -------------------------------------------------------------------------------------------------- |
| نقش خیال            | آهنگساز، نوازنده تار، بم‌تار، عود، سه‌تار و گیتار | همایون شجریان                                           | ۱۳۸۴       | |
| سرو روان            | آهنگساز، تنظیم‌کننده، نوازنده تار                | علیرضا قربانی                                           | ۱۳۸۷       | |
| شور پریشانی         | آهنگساز، نوازنده تار                            | —                                                       | ۱۳۸۷       | |
| آب، نان، آواز       | آهنگساز، نوازنده تار، بم‌تار و عود، همخوان       | همایون شجریان                                           | ۱۳۸۸       | |
| تنیده در خطوط موازی | آهنگساز                                         | —                                                       | ۱۳۸۸       | |
| بدرود با بدرود      | آهنگساز، نوازنده تار و گیتار، همخوان            | محمد معتمدی                                             | ۱۳۹۰       | |
| سرمستی              | آهنگساز                                         | علیرضا قربانی، درصاف حمدانی                             | ۱۳۹۰       | |
| برف‌خوانی            | آهنگساز، نوازنده تار، بم‌تار و عود               | وحید تاج                                                | ۱۳۹۱       | شامل سه زیرمجموعه: برخوانی (شوشتری)، آن سوی نقطه‌چین (افشاری)، جای پاجویان (بیات ترک و بیات اصفهان) |
| چه آتش‌ها            | آهنگساز، نوازنده تار و گیتار                    | همایون شجریان                                           | ۱۳۹۲       | ضبط‌شده در اجرای زنده در تالار وحدت در سال ۱۳۹۰                                                     |
| سخنی نیست           | آهنگساز، نوازنده تارو کوزه                      | هاله سیفی‌زاده، سحر محمدی، بهرخ شورورزی، مژده بهرامی     | ۱۳۹۳       | |
| عبور                | آهنگساز، نوازندهٔ تار                            | محمد معتمدی                                             | ۱۳۹۴       | ضبط‌شده در کنسرت قمصری و معتمدی در تالار وحدت در سال ۱۳۹۲                                           |
| سمت دور، سوی آه     | آهنگساز، نوازندهٔ تار، گیتار و سازهای کوبه‌ای     | امیر صادقین                                             | ۱۳۹۴       | |
| افق عمودیست         | آهنگساز                                         |                                                         | ۱۳۹۵       | |
| درصط                | آهنگساز، نوازنده تار                            | —                                                       | ۱۳۹۵       | نیمهٔ دوم آلبوم مجموعه‌ای است از قطعاتی که در کنسرتی در سمنان اجرا شده بودند                         |
| دیوار و چین         | آهنگساز، نوازنده تار، همخوان                    | هاله سیفی زاده، بهرخ شورورزی، حسین پیرحیاتی، مصطفی راغب | ۱۳۹۶       | |
| گهواره سکون         | آهنگساز، نوازنده تار، سه‌تار، بم‌تار، همخوان      | حسین پیرحیاتی                                           | ۱۴۰۲       | |

تک آهنگ
| خواننده                                               | نام اثر    | ترانه‌سرا     | آهنگساز   | نوازنده                                |
| ----------------------------------------------------- | ---------- | ------------ | --------- | -------------------------------------- |
| همایون شجریان                                         | محو تماشا  | فریدون مشیری | علی قمصری | علی قمصری                              |
| علی قمصری ، پوریا اخواص، هاله سیفی زاده، بهرخ شورورزی | زیبای وحشی | فریدون مشیری | علی قمصری | علی قمصری، زکریا یوسفی ، کامران منتظری |
| همایون شجریان                                         | بیدار شو   | مولانا       | علی قمصری | علی قمصری                              |
| علی قمصری                                             | این عشق    | هوشنگ ابتهاج | علی قمصری | علی قمصری                              |
| علی قمصری، محمد رضازاده، سهیل رجب، صبا پاشایی         | سودا       | مولانا       | علی قمصری | علی قمصری ،علی قنبری، حمیدرضا یوسفی    |
| علی قمصری ،صبا پاشایی                                 | مرا ببر    | احسان افشاری | علی قمصری | علی قمصری                              |

## دیدگاه‌ها و نقد
امیر بهاری و نیوشا مزیدآبادی سال ۱۳۹۲ مصاحبه‌ای با قمصری برای روزنامه همشهری انجام دادند؛ در مقدمهٔ این مصاحبه آن‌ها از قمصری به عنوان «یکی از مهم‌ترین آهنگ‌سازان چند سال اخیر» یاد کردند همچنین مهیار علیزاده، آهنگ‌ساز ایرانی، در مصاحبه‌ای که روزنامه قانون با وی انجام داد، از قمصری در کنار حسین دهلوی و حسین علیزاده به عنوان معدود کسانی یاد کرده که خود را به آموزش و اجرای موسیقی ایران به روش ردیف محدود نکرده‌اند و «به اجرا و ساخت موسیقی به روش علمی مشغول‌اند».
به عقیدهٔ قمصری، هارمونی در موسیقی ایرانی مهجور مانده است یا به قول خودش «پشت ردیف، مدفون شده است» اما در مقابل، آثار او به دلیل توجه بیش از حد به هارمونی تا حدی که منجر به اشکالات در ملودی شده، مورد نقد قرار گرفته‌اند. همچنین در مراسم رونمایی کتاب «هارمونی موسیقی ایرانی» قمصری از یک سو توسط آزاد حکیم رابط به خاطر معرفی کردن یک آکورد برای دستگاه شور در این کتاب، مورد تمجید قرار گرفت و از سوی دیگر توسط هومان اسعدی بابت برخی مسائل تئوریک مورد انتقاد قرار گرفت.
اجرای وی به همراه همایون شجریان و هم‌نوازان حصار در اردیبهشت ۸۹ در برج میلاد مورد تحسین محمدرضا شجریان قرار گرفت و دست‌نوشته‌ای در تحسین همایون، هم‌نوازان حصار و علی قمصری توسط شجریان منتشر شد.